# Edificio Guridi
L'Edificio Guridi è uno storico edificio di Bilbao in Spagna.

## Storia
Il palazzo venne eretto nel 1902 secondo il progetto del capomastro José Bilbao y Lopategui. L'edificio è stato recentemente ristrutturato.

## Descrizione
Il palazzo sorge sulla calle Licenciado Poza. L'edificio si sviluppa su sette levelli. Presenta uno stile art nouveau.

## Galleria d'immagini

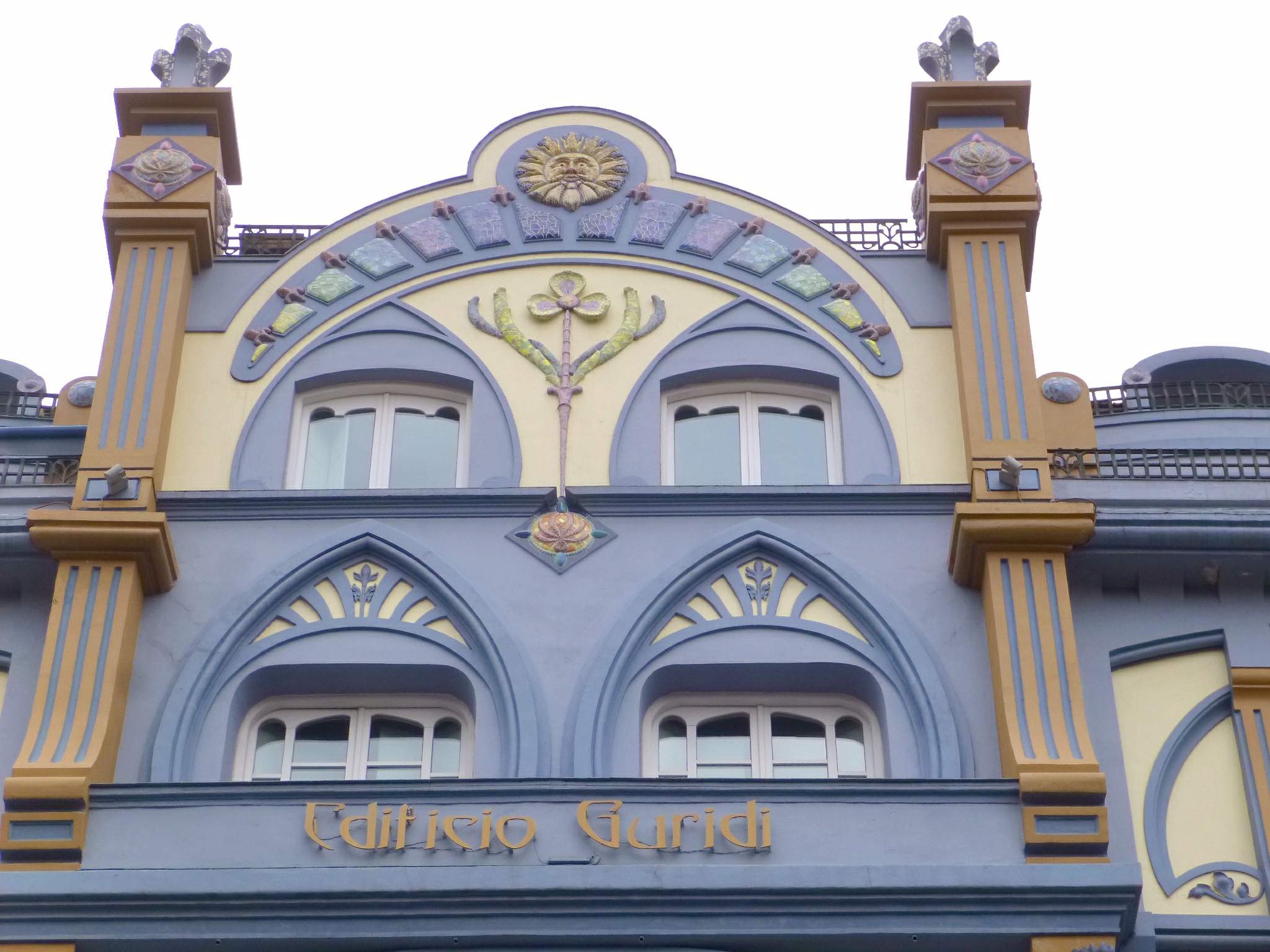
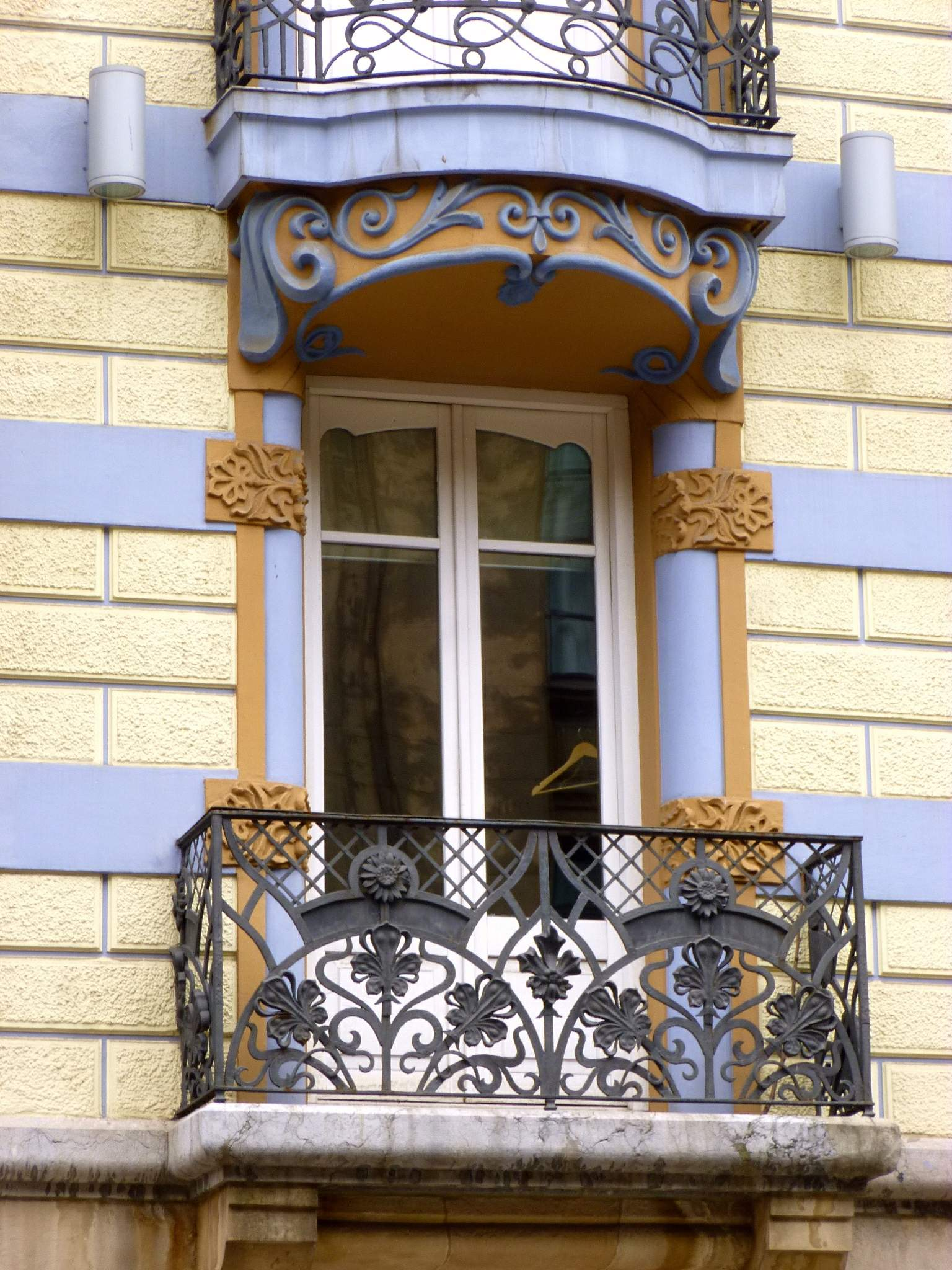
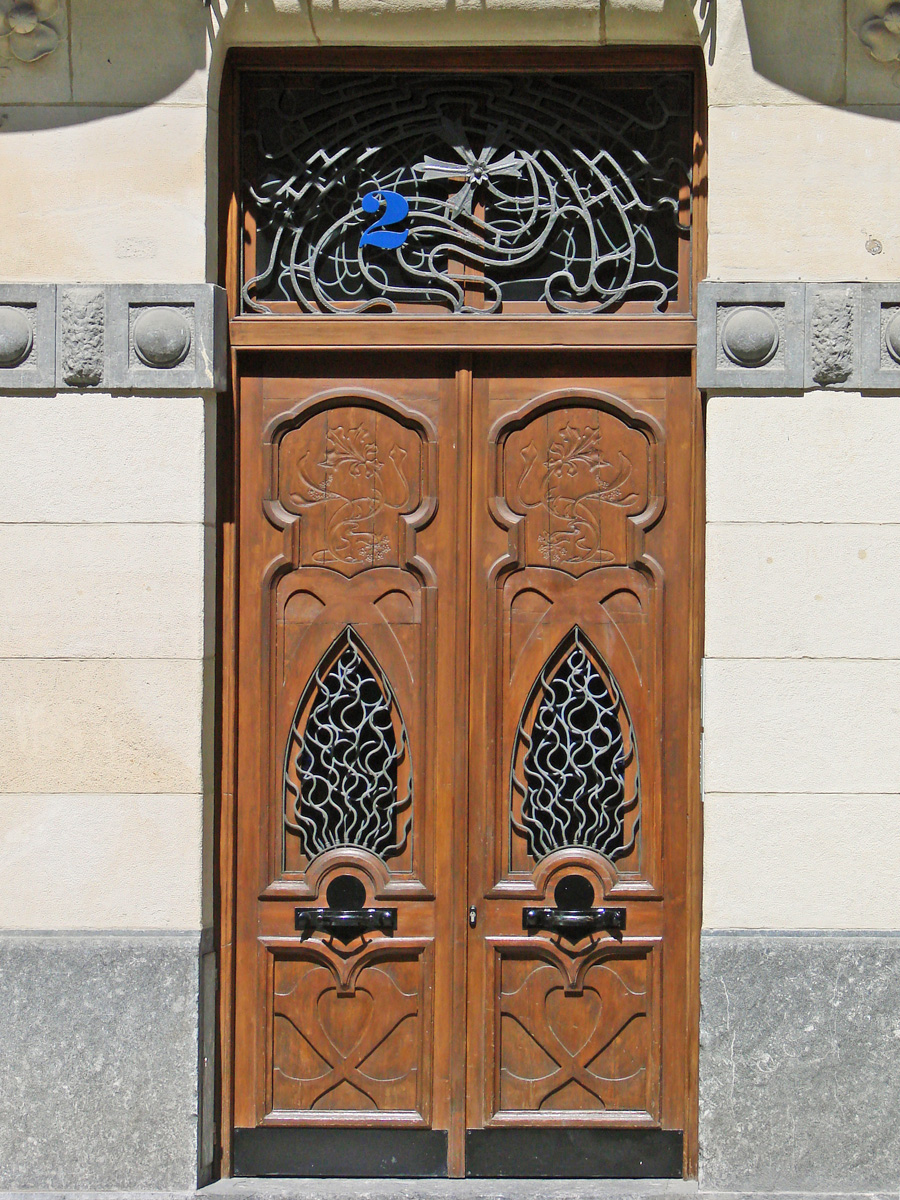